# Paul Izzo
Paul David Izzo (* 6. Januar 1995 in Adelaide) ist ein australischer Fußballtorhüter.

## Vereinskarriere
Izzo spielte während seiner Jugend für N.A.B. SC und später Campbelltown City, 2009 war er unter Tony Vidmar Stipendiat am South Australian Sports Institute. In den Jahren 2010 und 2011 erhielt er ein Stipendium am Australian Institute of Sport in Canberra.
Bereits im Januar 2011 unterzeichnete Izzo einen Profivertrag, der zum 1. Januar 2012 Gültigkeit erlangte. Sein Debüt in der A-League gab Izzo am 1. Dezember 2012 bei einer 1:2-Niederlage gegen die Central Coast Mariners, Stammtorhüter Eugene Galekovic weilte zu diesem Zeitpunkt bei der australischen Nationalmannschaft.  Bis Saisonende folgten noch zwei weitere Ligaeinsätze. Hinter Galekovic waren auch in der Folge Einsatzchancen rar, erst in der Spielzeit 2014/15 kam er zu drei weiteren Einsätzen in der Liga sowie zu einem Auftritt in der Erstrundenpartie des FFA Cups 2014 (1:0 gegen Wellington Phoenix). In den weiteren Pokalrunden, darunter beim 1:0-Finalsieg gegen Perth Glory, stand dann wieder Galekovic im Tor; im Finale saß zudem sein Konkurrent John Hall auf der Ersatzbank.
Obwohl Izzo noch im April 2015 einen neuen Zweijahresvertrag bei Adelaide unterzeichnet hatte, wechselte er im Juli 2015 zum Ligakonkurrenten Central Coast Mariners. Bei den Mariners war Izzo zu Saisonbeginn Ersatztorhüter hinter Liam Reddy, nachdem dieser im Oktober 2015 aus disziplinarischen Gründen suspendiert wurde, rückte Izzo zum Stammtorhüter auf. Die Saisonleistung der Mariners war eine der schwächsten in der Ligageschichte, das Team beendete die Saison abgeschlagen auf dem letzten Tabellenplatz, die Mannschaft kassierte die mit Abstand meisten Gegentore und Izzo gelang erst bei seinem 12. Saisoneinsatz sein einziger Saisonsieg (3:1 bei Wellington Phoenix) bei insgesamt 21 Ligaeinsätzen.

## Nationalmannschaft
Izzo spielt seit 2010 regelmäßig in australischen Auswahlteams. Im Oktober 2010 stand er bei der U-16-Asienmeisterschaft in Usbekistan im Tor der australischen Auswahl, als man sich durch das Erreichen des Halbfinals (1:2 gegen Usbekistan) für die U-17-Weltmeisterschaft 2011 in Mexiko qualifizierte. Auch dort gehörte Izzo zum Aufgebot und war beim Erreichen des Achtelfinals (0:4 gegen Usbekistan) Stammtorhüter.
Nach dem Turnier rückte Izzo eine Altersstufe auf und nahm im November 2011 mit der U-20-Auswahl an der Qualifikation zur U-19-Asienmeisterschaft 2012 teil. Auch an der kontinentalen Endrunde im November 2012 gehörte Izzo als Stammtorhüter zum Kader, das australische Team scheiterte dabei erneut im Halbfinale (1:2 gegen Irak), dies genügte allerdings für die Qualifikation zur U-20-Weltmeisterschaft 2013. Auch bei der WM-Endrunde in der Türkei im Sommer 2013 war Izzo im Einsatz und bestritt beim Vorrundenaus alle drei Partien. Izzo blieb weiterhin in der Altersstufe U-20 aktiv und gehörte auch bei der U-19-Asienmeisterschaft 2014 zum Aufgebot, beim überraschenden Vorrundenaus erhielt allerdings Jordan Thurtell von Trainer Paul Okon den Vorzug im Tor.
2015 folgten Berufungen ins Aufgebot der australischen U-23-Auswahl, die Teilnahme an der U-23-Asienmeisterschaft 2016, als das australische Team durch das Vorrundenaus auch die Olympiaqualifikation verfehlte, verpasste er wegen einer Knieverletzung.